# Trattato di Brest-Litovsk
Il trattato di Brest-Litovsk fu un trattato di pace stipulato tra la Russia bolscevica e gli Imperi centrali il 3 marzo 1918 nell'odierna Bielorussia, presso la città di Brest (al tempo conosciuta come "Brest-Litovsk").
Esso sancì la vittoria degli Imperi centrali sul fronte orientale, la resa e l'uscita della Russia dalla prima guerra mondiale. Anche se la fine della guerra portò a esiti diversi rispetto a quanto previsto dal trattato, esso fu, seppur indirettamente, di fondamentale importanza nel determinare l'indipendenza di Ucraina, Finlandia, Estonia, Lettonia, Lituania, Bielorussia e Polonia.

## La pace "giusta e democratica"
Uno dei primi atti del nuovo governo nato nelle giornate della Rivoluzione d'ottobre fu la proposta rivolta a tutti i belligeranti di un immediato armistizio generale per giungere entro breve tempo ad una conferenza per una pace "giusta e democratica". Tutte le iniziative che il governo bolscevico prese riguardo alla guerra subito dopo la rivoluzione, per essere comprese devono essere inquadrate nella convinzione, di Lenin e di quasi tutti gli altri dirigenti, che la rivoluzione mondiale (o almeno europea) fosse ormai imminente.
Comunque nessuno degli altri belligeranti, tranne la Germania, diede segno di aver ricevuto la proposta russa, e quindi il nuovo governo procedette in modo autonomo e nel dicembre del 1917 concordò con la Germania un armistizio e l'apertura di trattative di pace. La Germania da parte sua aveva tutto l'interesse a trarre dalla situazione russa tutti i vantaggi possibili. Le richieste che furono avanzate durante le trattative erano sempre a svantaggio della Russia, anche utilizzando il concetto di "autodeterminazione dei popoli", che faceva parte dei primi pronunciamenti del governo dei commissari del popolo.

## La situazione al fronte
Nel 1917, al momento della Rivoluzione d'ottobre, la Russia aveva sotto le armi quasi dieci milioni di uomini, nella stragrande maggioranza di provenienza contadina, di cui circa sei milioni distribuiti sui vari fronti. Si trattava di un esercito in via di dissoluzione, in cui le diserzioni erano un fenomeno quotidiano. I soldati, insieme agli operai dell'industria bellica, erano uno dei pilastri della rivoluzione, che avevano appoggiato proprio in nome della pace e della speranza di poter ricevere, al ritorno a casa, quella terra che era sempre stata il sogno dei contadini russi.
Una delle prime decisioni del nuovo governo russo riguardo all'esercito fu l'abolizione di tutti i gradi e l'elezione dei comandanti da parte dei soldati in modo da togliere potere alla "casta" degli ufficiali, tutti di estrazione nobile o borghese e quindi potenzialmente nemici della rivoluzione proletaria.
L'importanza del fronte orientale era comunque andata diminuendo lungo l'intero 1917, permettendo agli Imperi centrali di distoglierne truppe, da inviare in rinforzo ad altri fronti di maggior rilevanza (l'offensiva austriaca sul fronte italiano dell'autunno 1917 fu una diretta conseguenza di ciò).

## Le condizioni per la pace
Le condizioni che la Germania pose per la pace erano molto pesanti, con grosse perdite territoriali per la Russia, sia per cessione diretta alla Germania sia per concessione di indipendenza, come nel caso dell'Ucraina, dove la Rada (il parlamento al tempo controllato dai latifondisti) aveva stipulato un accordo di pace separato. Da parte russa le trattative furono condotte inizialmente da Lev Trotsky, che sfruttò tutta la sua capacità di eloquenza nel tentativo di non cedere alle richieste della Germania.
La crisi arrivò il 27 gennaio 1918 (calendario giuliano) quando la Germania pose il diktat sulla firma della pace. Tra i bolscevichi le posizioni erano diverse e contrastanti: la sinistra, appoggiata anche dai socialisti-rivoluzionari di sinistra, proponeva di non accettare e di portare ad oltranza la guerra rivoluzionaria facendo appello alle masse dei Paesi occidentali affinché, aderendo anch'esse alla rivoluzione, ponessero fine all'aggressione imperialista; questa tesi aveva in Nikolai Bucharin il maggior sostenitore.
Anche Lev Trotsky era contrario alla pace alle condizioni del diktat, ma vedeva una via d'uscita nel rifiuto unilaterale di combattere da parte della Russia. Secondo questa visione i generali tedeschi sarebbero stati impossibilitati a continuare la guerra a causa dell'opposizione interna.
Solo Lenin riteneva che la pace andasse firmata ad ogni costo.

## La pace di Brest-Litovsk
Il 28 gennaio (10 febbraio) fu proprio Trotsky ad annunciare la decisione russa di non combattere più e di smobilitare l'esercito. In risposta a ciò il 18 febbraio (calendario gregoriano - dal primo febbraio giuliano la Russia adotta il calendario gregoriano) l'esercito tedesco riprese l'avanzata sfondando le sguarnite linee russe (operazione Faustschlag).
Malgrado alcuni tentativi di difesa da parte di reparti di volontari appena costituiti la situazione era disperata e Lenin ottenne, dietro minaccia di dimissioni, l'autorizzazione dal Comitato Centrale del Partito Bolscevico a firmare la pace, nonostante le nuove condizioni fossero ancora più gravose delle precedenti: cessione di Estonia e Lettonia, oltre a tutti i territori occupati dalle truppe tedesche, riparazioni economiche e cessioni all'Impero ottomano nella Transcaucasia.

### Firma
Il trattato di Brest-Litovsk venne firmato il 3 marzo 1918. I firmatari erano la Russia bolscevica da un lato e l'Impero tedesco, l'Austria-Ungheria, la Bulgaria e l'Impero ottomano dall'altro.
Il trattato segnava il ritiro definitivo della Russia dalla prima guerra mondiale come un nemico dei suoi co-firmatari, con condizioni durissime ed inaspettatamente umilianti: oltre a dover pagare una cospicua indennità di guerra (circa sei miliardi di marchi), la Russia perdeva la Polonia orientale, la Lituania, la Curlandia, la Livonia, l'Estonia, la Finlandia, l'Ucraina e la Transcaucasia; complessivamente la pace di Brest-Litovsk strappava alla Russia 56 milioni di abitanti (pari al 32% della sua popolazione) e la privava di un terzo delle sue strade ferrate, del 73% dei minerali ferrosi, dell'89% della produzione di carbone e di 5.000 fabbriche. A parte l'Ucraina, che costituiva la zona più grande ed era la culla dell'Impero russo, il resto dell'area strappata al precedente Impero russo era comunque costituita da territori che la Russia aveva assorbito e conquistato, abitati da popolazioni che non parlavano russo.

### Cessioni territoriali in Europa orientale
Germania e suoi alleati
     Aree delle parti russe della Polonia e dell'Armenia da annettere alla Germania/Turchia
     Stati semi-autonomi sotto completo controllo tedesco - futura annessione
     Nuovi paesi - economicamente e amministrativamente dipendenti dalla Germania
     Ucraina – sotto controllo economico tedesco
     Pianificata Repubblica Tatara – area di colonizzazione tedesca
     Paesi politicamente ed economicamente legati alla Germania
     Pianificata Repubblica Transcaucasica – politicamente legata alla Germania
     Stati cosacchi semi-autonomi all'interno della Russia – sfera d'influenza tedesca

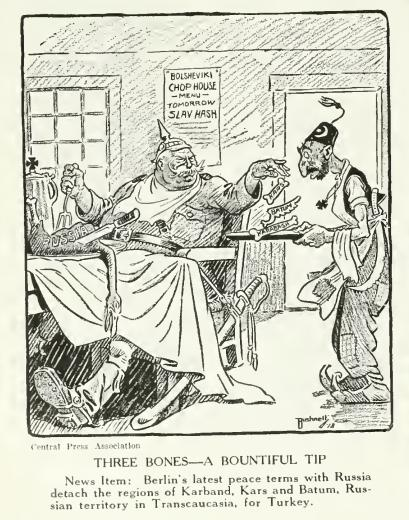
«Tre ossa - una mancia generosa», una striscia politica della stampa statunitense, 1918.
La Germania, mentre si abbuffa con il pollo russo, accontenta la Turchia con le "ossa" di Ardahan, Kars e Batumi.

La Russia rinunciò ad ogni rivendicazione territoriale in Finlandia (che aveva già riconosciuto come Stato indipendente e sovrano), e sulle future Repubbliche baltiche (Estonia, Lettonia e Lituania), sulla Bielorussia e sull'Ucraina (il territorio del Regno del Congresso non venne menzionato nel trattato).

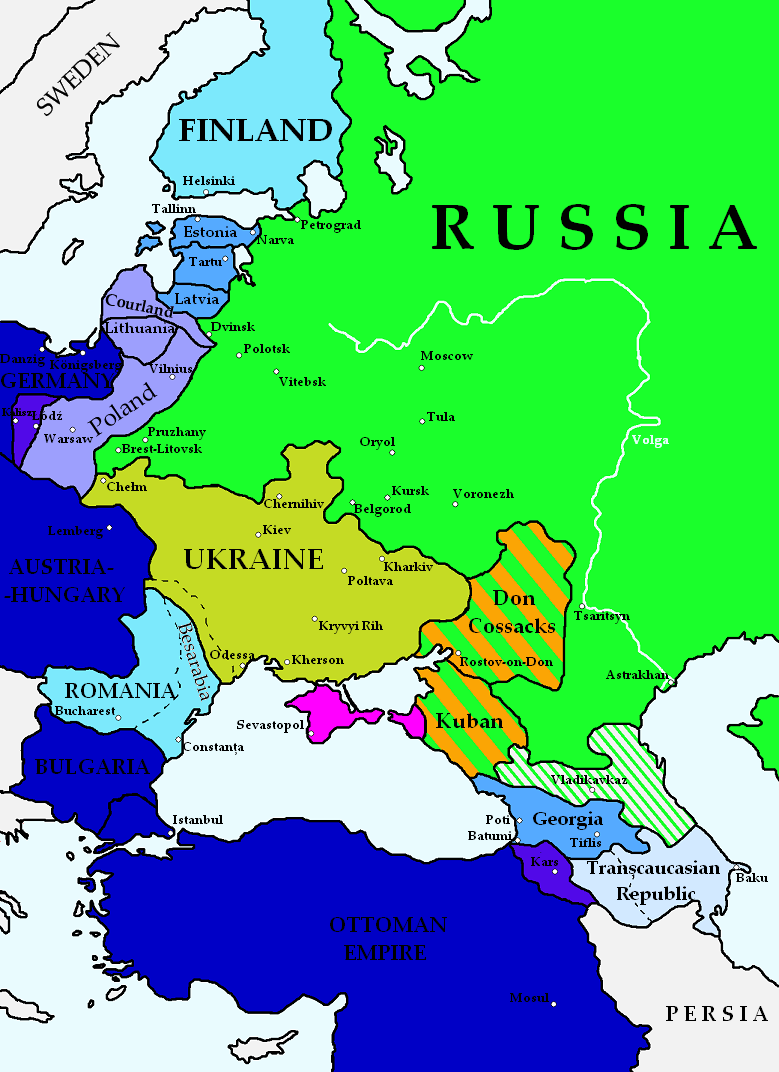
Mappa dei piani tedeschi di un «nuovo ordine politico» in Europa centrale ed orientale dopo i trattati di Brest-Litovsk e il trattato di Bucarest del 7 maggio 1918.
Germania e suoi alleati
Aree delle parti russe della Polonia e dell'Armenia da annettere alla Germania/Turchia
Stati semi-autonomi sotto completo controllo tedesco - futura annessione
Nuovi paesi - economicamente e amministrativamente dipendenti dalla Germania
Ucraina – sotto controllo economico tedesco
Pianificata Repubblica Tatara – area di colonizzazione tedesca
Paesi politicamente ed economicamente legati alla Germania
Pianificata Repubblica Transcaucasica – politicamente legata alla Germania
Stati cosacchi semi-autonomi all'interno della Russia – sfera d'influenza tedesca

Il trattato affermava che "Germania e Austria-Ungheria intendono determinare il futuro destino di questi territori in accordo con le loro popolazioni." Quasi tutti questi territori vennero in realtà ceduti alla Germania, che intendeva trasformarli in sue dipendenze economiche e politiche. I molti residenti tedeschi (volksdeutsch) di questi territori ne sarebbero stati l'élite di governo. Vennero create due nuove monarchie: il Regno di Lituania e il Ducato Baltico Unito; come governanti vennero nominati degli aristocratici tedeschi.
Questo piano venne esposto in dettaglio dal feldmaresciallo Erich Ludendorff, che scrisse: "il prestigio tedesco pretende che noi dovremo tenere una forte tutela non solo sui cittadini tedeschi, ma su tutti i tedeschi."
L'occupazione tedesca continuata dei territori ceduti richiese molta manodopera e trasporti, mentre produsse poco in termini di cibo o di altre esigenze di guerra per la Germania. Il Reich trasferì centinaia di migliaia di soldati veterani al fronte occidentale per l'offensiva di primavera che assestò un duro colpo agli Alleati, ma che alla fine fallì. Molti tedeschi, in seguito, diedero la colpa alle occupazioni in Europa orientale di aver significativamente indebolito l'offensiva di primavera.

### Trasferimento di territori all'Impero ottomano
Su insistenza di Talat Pasha il trattato segnò il ritorno all'Impero ottomano dei territori perduti a seguito della guerra russo-turca (1877-1878), ovvero le zone di Ardahan, Kars e Batumi. Al tempo del trattato, questo territorio era sotto controllo delle forze irregolari georgiane.

Il Paragrafo 3 dell'Articolo IV del trattato afferma che:

"I distretti di Erdehan, Kars e Batum saranno allo stesso modo e senza indugi sgomberati dalle truppe russe. La Russia non interferirà nella riorganizzazione delle relazioni nazionali ed internazionali di questi distretti, ma la lascerà alla popolazione di questi distretti, per svolgere questa riorganizzazione in accordo con gli Stati limitrofi, specialmente con l'Impero ottomano."

### Accordo finanziario russo-tedesco dell'agosto 1918
Sulla scia del ripudio russo delle obbligazioni zariste, della nazionalizzazione delle proprietà di cittadini stranieri e della confisca delle attività estere, la Russia e la Germania firmarono un accordo addizionale il 27 agosto 1918, in base al quale la Russia si impegnava a pagare sei miliardi di marchi come compensazione alle perdite degli interessi tedeschi.

## Conseguenze della pace
La storiografia sovietica ha definito quella firmata a Brest-Litovsk una "pace imperialista", poiché negava uno dei principi enunciati con i decreti dell'ottobre, quello sull'autodeterminazione dei popoli. In effetti, ferme restando le ingerenze tedesche a livello locale, era una pace che vedeva la fine dell'Impero russo che i Soviet avevano ereditato.
L'Ucraina era occupata dall'esercito tedesco che installò un governo fantoccio con la funzione di coprire il prelievo di materie prime e grano necessari per lo sforzo bellico tedesco ad occidente. In Finlandia, che aveva ottenuto l'indipendenza nell'ottobre 1917, i tedeschi inviarono truppe in appoggio ad una controrivoluzione che rovesciò il governo socialdemocratico. Anche in Lituania ed Estonia ai governi dei Soviet ne vengono sostituiti altri appoggiati direttamente dall'esercito tedesco. La Bessarabia viene annessa alla Romania mentre l'Impero ottomano occupò porzioni di territorio nella regione caucasica (Ardahan, Kars, Batumi).
In ogni caso, il trattato di Versailles cancellerà ufficialmente la pace di Brest-Litovsk (che i sovietici consideravano superata sin dal novembre 1918, quando in Germania era scoppiata la rivoluzione) e richiamerà in patria le truppe tedesche che si trovavano negli Stati nati dalla fine dell'Impero russo, lasciando queste nazioni nel caos della guerra civile russa.